# حاجي بكر القحطاني
حاجي بكر القحطاني (مواليد 6 نوفمبر 1964) هو عداء سعودي، مثّل بلاده في سباق 400 متر خلال الألعاب الأولمبية الصيفية 1988.

## المشاركة الأولمبية

### سول 1988
ألعاب القوى – 400 متر – رجال
| الرُّتبة | المجموعة 4                       | الزمن |
| ------ | -------------------------------- | ----- |
| 1.     | يان موريس (ترينيداد وتوباغو)     | 45.84 |
| 2.     | توماس شونليبي (ألمانيا الشرقية)  | 47.07 |
| 3.     | سونداي أوتي (نيجيريا)            | 47.08 |
| 4.     | لين يوانج ليانغ (تايبيه الصينية) | 48.18 |
| 5.     | إرنست تشي نوبوسي (الكاميرون)     | 48.31 |
| 6.     | حاجي بكر القحطاني (السعودية)     | 48.53 |
| 7.     | إنوك موسوندا (زامبيا)            | 49.21 |
| 8.     | أحمد شغيف (المالديف)             | 50.61 |

مرجع:

## وصلات خارجية
- حاجي بكر القحطاني على موقع الاتحاد الدولي لألعاب القوى (الإنجليزية)
- حاجي بكر القحطاني على موقع أوليمبيديا (الإنجليزية)